# НБА в сезоні 1959–1960
Сезон НБА 1959–1960 був 14-им сезоном в Національній баскетбольній асоціації. Переможцями сезону стали «Бостон Селтікс», які здолали у фінальній серії «Сент-Луїс Гокс».

## Регламент змагання
Участь у сезоні брали 8 команд, розподілених між двома дивізіонами.
По ходу регулярного сезону кожна з команд-учасниць проводила по 75 ігор. До плей-оф, який проходив за видозміненою олімпійською системою, виходили по три кращих команди з кожного дивізіону. На стадії півфіналів дивізіонів у боротьбу вступали команди, що посіли друге і третє місця за результатами регулярного сезону кожного з дивізіонів. Команди, які на цьому етапі здолали суперників у серіях ігор до двох перемог, виходили до фіналів дивізіонів, в яких проводили серію ігор до чотирьох перемог проти переможця регулярного сезону в своєму дивізіоні.
Чемпіони кожного з дивізіонів, що визначалися на стадії плей-оф, для визначення чемпіона НБА зустрічалися між собою у Фіналі, що складався із серії ігор до чотирьох перемог.

## Регулярний сезон

### Підсумкові таблиці за дивізіонами
| Східний                  | В  | П  | %П   | Відст | Дом   | Гост  | Нейтр | Див   |
| ------------------------ | -- | -- | ---- | ----- | ----- | ----- | ----- | ----- |
| x-«Бостон Селтікс»       | 59 | 16 | .787 | –     | 25–2  | 24–9  | 10–5  | 28–11 |
| x-«Філадельфія Ворріорс» | 49 | 26 | .653 | 10    | 22–6  | 12–19 | 15–1  | 22–17 |
| x-«Сірак'юс Нейшеналс»   | 45 | 30 | .600 | 14    | 25–4  | 12–19 | 8–7   | 21–18 |
| «Нью-Йорк Нікс»          | 27 | 48 | .360 | 32    | 13–18 | 9–19  | 5–11  | 7–32  |

| Західний                | В  | П  | %П   | Відст | Дом   | Гост  | Нейтр | Див   |
| ----------------------- | -- | -- | ---- | ----- | ----- | ----- | ----- | ----- |
| x-«Сент-Луїс Гокс»      | 46 | 29 | .613 | –     | 28–5  | 12–20 | 6–4   | 27–12 |
| x-«Детройт Пістонс»     | 30 | 45 | .400 | 16    | 17–14 | 6–21  | 7–10  | 20–19 |
| x-«Міннеаполіс Лейкерс» | 25 | 50 | .333 | 21    | 9–15  | 9–21  | 7–14  | 17–22 |
| «Цинциннаті Роялс»      | 19 | 56 | .253 | 27    | 9–22  | 2–20  | 8–14  | 14–25 |

Легенда:
- x – Учасники плей-оф

## Плей-оф
Переможці пар плей-оф позначені жирним. Цифри перед назвою команди відповідають її позиції у підсумковій турнірній таблиці регулярного сезону конференції. Цифри після назви команди відповідають кількості її перемог у відповідному раунді плей-оф.
|  | Півфінали дивізіонів | Півфінали дивізіонів | Півфінали дивізіонів |             |   | Фінали дивізіонів | Фінали дивізіонів | Фінали дивізіонів |  |  | Фінал НБА | Фінал НБА | Фінал НБА |
|  |                      |                      |                      |             |   |                   |                   |                   |  |  |           |           |           |
|  |                      |                      |                      |             |   |                   |                   |                   |  |  |           |           |           |
|  |                      | 1                    | Сент-Луїс            | 4           |   |                   |                   |                   |  |  |           |           |           |
|  | Західний Дивізіон    | 1                    | Сент-Луїс            | 4           |   |                   |                   |                   |  |  |           |           |           |
|  |                      |                      | 3                    | Міннеаполіс | 3 |                   |                   |                   |  |  |           |           |           |
|  | 3                    | Міннеаполіс          | 3                    | Міннеаполіс | 3 | 2                 |                   |                   |  |  |           |           |           |
|  | 3                    | Міннеаполіс          |                      |             |   | 2                 |                   |                   |  |  |           |           |           |
|  | 2                    | Детройт              | 0                    |             |   |                   |                   |                   |  |  |           |           |           |
|  |                      |                      |                      |             |   |                   |                   |                   |  |  | W1        | Сент-Луїс | 3         |
|  |                      |                      | E1                   | Бостон      | 4 |                   |                   |                   |  |  |           |           |           |
|  |                      |                      |                      |             |   |                   |                   |                   |  |  |           |           |           |
|  |                      |                      |                      |             |   |                   |                   |                   |  |  |           |           |           |
|  |                      | 1                    | Бостон               | 4           |   |                   |                   |                   |  |  |           |           |           |
|  | Східний Дивізіон     | 1                    | Бостон               | 4           |   |                   |                   |                   |  |  |           |           |           |
|  |                      |                      | 2                    | Філадельфія | 2 |                   |                   |                   |  |  |           |           |           |
|  | 3                    | Сірак'юс             | 2                    | Філадельфія | 2 | 1                 |                   |                   |  |  |           |           |           |
|  | 3                    | Сірак'юс             |                      |             |   | 1                 |                   |                   |  |  |           |           |           |
|  | 2                    | Філадельфія          | 2                    |             |   |                   |                   |                   |  |  |           |           |           |

## Лідери сезону за статистичними показниками
| Показник                  | Гравець         | Команда                | Результат |
| ------------------------- | --------------- | ---------------------- | --------- |
| Очки                      | Вілт Чемберлейн | «Філадельфія Ворріорс» | 2,707     |
| Підбирання                | Вілт Чемберлейн | «Філадельфія Ворріорс» | 1,941     |
| Передачі                  | Боб Коузі       | «Бостон Селтікс»       | 715       |
| % влучань з гри           | Кенні Сірс      | «Нью-Йорк Нікс»        | .477      |
| % влучань штрафних кидків | Дольф Шеєс      | «Сірак'юс Нейшеналс»   | .893      |

## Нагороди НБА

### Щорічні нагороди
- Найцінніший гравець: Вілт Чемберлейн, «Філадельфія Ворріорс»
- Новачок року: Вілт Чемберлейн, «Філадельфія Ворріорс»

| - Перша збірна всіх зірок: - Вілт Чемберлейн, «Філадельфія Ворріорс» - Боб Петтіт, «Сент-Луїс Гокс» - Джин Шу, «Детройт Пістонс» - Боб Коузі, «Бостон Селтікс» - Елджин Бейлор, «Міннеаполіс Лейкерс» | - Друга збірна всіх зірок: - Річі Герін, «Нью-Йорк Нікс» - Білл Расселл, «Бостон Селтікс» - Дольф Шеєс, «Сірак'юс Нейшеналс» - Білл Шерман, «Бостон Селтікс» - Джек Тваймен, «Цинциннаті Роялс» |